# اریک مایر
اریک مایر (هلندی: Erik Meijer؛ زادهٔ ۲ اوت ۱۹۶۹) بازیکن فوتبال اهل هلند است.

## باشگاهی
از باشگاه‌هایی که در آن بازی کرده‌است می‌توان به باشگاه فوتبال ام‌وی‌وی ماستریخت، باشگاه فوتبال لیورپول، باشگاه فوتبال پرستون نورث اند، و باشگاه فوتبال فورتونا سیتارد، باشگاه فوتبال پی‌اس‌وی آیندهوون، باشگاه فوتبال هامبورگ، باشگاه فوتبال آلمانیا آخن، باشگاه فوتبال فورتونا سیتارد، باشگاه فوتبال بایر ۰۴ لورکوزن، باشگاه فوتبال پرستون نورث اند، و باشگاه فوتبال پرستون نورث اند، اشاره کرد.

## تیم ملی
وی همچنین در تیم ملی فوتبال هلند بازی کرده‌است.